# Mercurial
Mercurial é uma ferramenta multiplataforma de controle de versão distribuído para desenvolvedores de software. O sistema é implementado principalmente em Python, porém o utilitário binário diff foi escrito em C. Mercurial foi inicialmente escrito para rodar sobre Linux, mas foi portado para Windows, Mac OS X, e a maioria dos outros sistemas UNIX. Mercurial é principalmente um programa de linha de comando. Todas operações do Mercurial são chamadas através de palavras chave de opções para o programa controlador hg, uma referência para o símbolo químico do elemento Mercúrio.
Os objetivos principais no desenvolvimento do Mercurial incluem alta performance e escalabilidade, descentralização, desenvolvimento colaborativo distribuído, controle de arquivos textuais e binários de forma robusta, e operações avançadas de ramos (branches) e mesclagem (merges). Mercurial também inclui de forma integrada um sistema de visualização dos repositórios via web e facilitação na transição de usuários do Subversion.
O criador e desenvolvedor líder do Mercurial é o Matt Mackall. Mercurial é disponibilizado como software livre nos termos da licença GNU GPL v2 e versões em diante.